# 괴수 8호
《괴수 8호》(일본어: 怪獣8号 가이주 하치고[*])는 마츠모토 나오야가 지은 일본의 만화 작품이다. 괴수 발생율이 세계 굴지가 된 가상의 일본을 무대로 한 배틀 만화다. 슈에이샤의 웹코믹 사이트 '소년 점프+'에서 2020년 7월 3일부터 연재하고 있다. 파생작으로는 《side B》와 《RELAX》가 있는데 《side B》는 전 2권으로 나왔고 《RELAX》는 2024년 7월호부터 연재되고 있다.

## 줄거리
괴수가 사람들의 일상생활을 파괴하는 "괴수대국" 일본. 어렸을 때 사는 마을이 파괴된 주인공인 히비노 카프카는 소꿉친구 아시로 미나와 함께 '괴수를 전멸시키자'고 약속했다.
그러나 32세가 된 카프카는 꿈틀거리고 괴수 시체 해체업체 몬스터 스위퍼에 취직했다. 일본 방위대의 대원으로 활약하는 미나를 옆눈에 울부짖은 나날을 두고 있던 카프카이지만, 아르바이트의 이치카와 레노로부터 방위대의 연령 제한이 인상되는 것을 들고 다시 입대 시험을 받도록 촉구된다. 결의를 새롭게 하는 카프카이지만, 수수께끼의 생물에 침식되어 신체를 괴수처럼 바뀌어 괴수 8호로 불리게 되어 버린다. 이때 레노는 카프카가 처음으로 8호로 변신한 것을 목격한다.

## 등장인물

### 일본 방위대

#### 제3부대
히비노 카프카(日比野 カフカ)
성우 - 후쿠니시 마사야/박준원
성우(어린 시절) - 한 메구미/이이로
본작의 주인공. 32세 남자.
어렸을 때 살았던 거리가 괴수의 피해를 당해, 미나와 함께 방위대원이 되는 것을 목표로 삼았다. 그러나 시험에서 합격하지 못하면서 목표에 이르지 못하게 된다. 그 후는 괴수의 시체를 청소하는 몬스터 스위퍼(주)에 근무. 부드럽게는 있지만 일에는 진지하고 상사로부터의 신뢰는 두텁다. 레노와의 만남과 입대 시험의 연령 제한이 올라간 것이 계기로, 다시 방위대를 목표로 한다. 그러나 그 직후에 소형의 괴수가 입안에 침입하여 괴수로 변신하는 능력을 지니게 된다. 이 능력을 숨기고 임한 입대 시험의 성적은 좋지 않아 합격하지 못했지만, 보과에 감시 목적으로 눈을 돌려 3개월의 시용 기간을 거쳐 채용된다.
이치카와 레노(市川レノ)
성우 - 카토 와타루/남도형
18살 남성. 방위대 지망으로, 시험 대책의 일환으로서 몬스터 스위퍼에 시간제 일로서 입사한다. 차분한 카프카의 주변인 역으로 만담 같은 대화를 한다. 꿈을 포기한 카프카를 처음에는 차가운 눈으로 보고 있었지만, 일중의 카프카로부터의 걱정이나 여수로부터 생명을 구해진 것으로 경의를 가지게 되어, 그가 괴수가 된 뒤에도 그 에 관심이 붙어 있다. 카프카에 지지 않고 열등하지 않는 용감한 성격. 입대시험에서는 해방전력 8% 정도였지만, 입대 후는 급성장을 이루고 20%를 넘는다. 보과에서는 그 가능성을 강하게 기대되고 있다. 다치카와 기지가 습격을 받은 후에는 제4부대의 보관이 되어, 괴수 6호 베이스의 식별 괴수 무기 '넘버즈 6'과 동조의 징후가 나타나, 마츠모토 기지에서 적합 시험을 받는다.
아시로 미나(亜白 ミナ)
성우 - 세토 아사미/박리나
카프카의 소꿉친구. 27세 여성. 일본 방위대 제3부대장. 어린 시절에 살던 거리를 괴수에게 습격당하기 때문에 카프카와 함께 방위대를 목표로 하고 있었다. 일단 좌절한 카프카와 달리 입대 후는 활약을 거듭해, 해방 전력 96%를 두드리는 등 방위대 최강 클래스의 실력을 자랑해, 텔레비전에서 특집을 짜는 등 국민으로부터의 인기가 높다. 입대시험에서 재회한 카프카에 대해서는 상관으로서의 태도를 무너뜨리지 않고 접하고 있다. 총화기를 다루는 실력은 뛰어나지만 칼은 전혀 만질 수 없다. 심지어 부엌칼도 잡을 수 없다!
시노미야 키코루(四ノ宮 キコル)
성우 - 파이루즈 아이/박이서
카프카, 레노의 동기. 16세에 캘리포니아 토벌 대학(가상의 대학. 이하의 학교 모두 같음)을 최연소 수석 졸업한 방위대 기대의 샛별. 방위대 장관 시노미야 이사오과 전 방위대 제2부대장인 시노미야 히카리의 딸.
후루하시 이하루(古橋 伊春)
성우 - 신 유키/서반석
카프카, 레노의 동기. 하치오지 토벌 고전 수석 졸업. 리젠트풍의 머리카락이 특징. 중학생 시절에 미나에게 목숨을 건진 것을 계기로 방위대를 목표로 한다.
이즈모 하루이치(出雲 ハルイチ)
성우 - 코모토 케이스케/김신우
카프카, 레노와 동기. 도쿄 토벌 대학 수석 졸업의 유망주. 방위대를 지망한 것은 미나에 대한 동경과 '집의 사정'이라는 것.
카구라기 아오이(神楽木 葵)
성우 - 타케우치 슌스케/최현수
카프카, 레노와 동기. 육상 자위대의 젊은 호프로서 촉망받지만, 그것을 마다하고 방위대로의 편입을 지망한다.
호시나 소우시로(保科 宗四郎)
성우 - 카와니시 켄고/김지율
제3부대장. 무로마치 시대부터 이어지는 괴수 토벌대의 가계 출신.
버섯 컷과 실목이 특징, 비교적 몸집이 작은 날씬하지만 낭비를 깎아 떨어뜨린 것 같은 지체.
미나세 아카리(水無瀬 あかり)
성우 - 히에다 네네/이주은
카프카, 레노의 동기화 여성 대원. 흑발 미들밥의 헤어스타일이 특징적.
이가라시 하쿠아(五十嵐 ハクア)
성우 - 카자마 마유코/유혜지
카프카, 레노의 동기화 여성 대원. 파란 머리카락을 두건으로 올백으로 하고 있는 것이 특징적.
이카루가 료(斑鳩 亮)
성우 - 후루카와 마코토/서정익
제3부대의 남성대원으로 소대장.
나카노시마 타에(中ノ島 タエ)
성우 - 타무라 무츠미/강새봄
제3부대의 여성대원으로 소대장.
오코노기 코노미(小此木 このみ)
성우 - 센본기 사야카/차영희
제3부대의 여성대원. 안경을 쓰고 있다. 오퍼레이터 부대의 리더로 주로 통신과 전황 보고를 담당한다.

#### 제1부대
나루미 겐(鳴海 弦)
성우 - 우치야마 코우키/신용우
제1부대 대장. 일본 최강의 대괴수 전력이라고 불리는 청년대원.
평상시는 대장실에 잠들고 있지만 전형적인 오타쿠 기질로, 방은 쓰레기나 취미의 게임 이나 프라 모델 로 흩어져 있어 게으른 생활과 성격.
하세가와 에이지(長谷川 エイジ)
제1부대 부대장. 210cm의 장신에, 스킨 헤드와 무수한 흉터가 특징의 남성 대원.

#### 제2부대
이가라시 쥬라(五十嵐 ジュラ)
현·제2 부대장. 치아에는 치열 교정의 와이어를 넣고 있다.
시노미야 히카리(四ノ宮 ヒカリ)
키코루의 어머니이자 이사오의 아내. 이야기 시작 시점에서는 고인. 전 제2부대장.

#### 제4부대
오가타 쥬고(緒方 ジュウゴ)
제4부대장. 회의 자리에도 술병을 지참해, 근무 중에도 술을 마실 정도의 술을 좋아한다. 그러나 일을 소홀히 하고 있는 것이 아니라 냉정하고 대국적인 관찰 눈을 가지고 있다.
토코(トーコ)
제4부대 소속의 여성 대원. 오가타 옆에서 작전을 지휘한다.

#### 간부
시노미야 이사오(四ノ宮 功)
성우 - 겐다 테쇼/민응식
일본 방위대 장관. 키코루의 아버지.

### 괴수

#### 식별 괴수
괴수 9호
성우 - 요시노 히로유키/신경선
괴수 10호
성우 - 미야케 켄타/안효민

### 기타
나카미네 칸지(長峯カンジ)
성우 - 우에다 요우지/민승우

## 서지 정보
- 마츠모토 나오야 《괴수 8호》 슈에이샤 〈점프 코믹스〉
  1. 2020년 12월 4일 발매, ISBN 978-4-08-882525-0
  2. 2021년 3월 4일 발매, ISBN 978-4-08-882611-0
  3. 2021년 6월 4일 발매, ISBN 978-4-08-882671-4
  4. 2021년 9월 3일 발매, ISBN 978-4-08-882815-2
  5. 2021년 12월 3일 발매, ISBN 978-4-08-882872-5
  6. 2022년 3월 4일 발매, ISBN 978-4-08-883053-7
  7. 2022년 7월 4일 발매, ISBN 978-4-08-883170-1
  8. 2022년 11월 4일 발매, ISBN 978-4-08-883305-7
  9. 2023년 3월 3일 발매, ISBN 978-4-08-883443-6
  10. 2023년 8월 4일 발매, ISBN 978-4-08-883613-3
  11. 2023년 12월 4일 발매, ISBN 978-4-08-883747-5
  12. 2024년 4월 4일 발매, ISBN 978-4-08-883898-4

## TV 애니메이션
2022년 8월에 애니메이션화가 발표되었다. 2024년 4월부터 6월까지 TV 도쿄 계열 등에서 방영되었다. 속편의 제작이 결정되었다.

### 스태프
- 원작 - 마츠모토 나오야
- 감독 - 미야 시게유키, 카미야 토모미
- 시리즈 구성·각본 - 오코우치 이치로
- 캐릭터 디자인·총작화 감독 - 니시오 테츠야
- 괴수 디자인 - 마에다 마히로
- 괴수 디자인&웍스 - 스튜디오 카라
- 메카 디자인 - 츠네키 시노부
- 총기 디자인 - 타카다 아키라
- 프롭 디자인 - 호조 마스미, 와타베 유키코
- 미술 감독 - 키무라 신지
- 색채 설계 - 히로세 이즈미
- 3D 감독 - 마츠모토 마사루
- 촬영 감독 - 아라이 에이지
- 편집 - 히다 아야
- 음향 감독 - 고 후미유키
- 음악 - 반도 유타
- 치프 프로듀서 - 타카하시 아츠시, 후지오 아키후미
- 프로듀서 - 야나기사와 슌스케, 하시모토 류, 아리타 타케마사, 모리히로 후미, 오카지마 타카토시
- 애니메이션 프로듀서 - 오오히라 마사시
- 애니메이션 제작 - Production I.G

### 주제가
Abyss
영블러드에 의한 제1기 오프닝 테마. / 작사·작곡 - Dominic Harrison, Matt Schwartz, Dan Reynolds, Mattias Per Larsson, Robin Lennart Fredriksson
Nobody
원리퍼블릭에 의한 제1기 엔딩 테마. / 작사·작곡 - Josh Varnadore, Ryan Tedder, Joe Henderson, Brent Kutzle, Tyler Spry
Scream feat. (sic)boy
반도 유타와 (sic)boy에 의한 제1기 제5화 삽입곡. / 가창·작사 - (sic)boy / 작곡 - 반도 유타, (sic)boy / 편곡 - 반도 유타
Warcry feat. 岡崎体育
반도 유타와 오카자키 타이이쿠에 의한 제1기 제7화 삽입곡. / 가창·작사 - 오카자키 타이이쿠 / 작곡·편곡 - 반도 유타
Never Break Down feat. LEO今井
반도 유타와 LEO이마이에 의한 제1기 제10화 삽입곡. / 작사 - 반도 유타,  LEO이마이 / 작곡·편곡 - 반도 유타

### 방영 목록
| 화수   | 제목                                               | 그림 콘티                   | 연출                                        | 작화 감독 | 방송일          |
| ------ | -------------------------------------------------- | --------------------------- | ------------------------------------------- | --- | --------------- |
| 제1화  | 怪獣になった男 괴수가 된 남자                      | 카미야 토모미               | 카미야 토모미                               | 카타야마 타카히토 세라 유코 야나기 류타 오오쿠보 토오루 니시오 테츠야 | 2024년 4월 13일 |
| 제2화  | 怪獣を倒す怪獣 괴수를 죽이는 괴수                  | 노무라 카즈야               | 이나가키 타카유키                           | 후쿠하라 마이 누마타 쿠미코 키요이케 나호 카와무라 아키오 오오쿠보 토오루 Mahmoud Moftah 호소다 사오리 후쿠시마 사에 세라 유코 아라카와 사키                                              | 4월 20일        |
| 제3화  | リベンジマッチ 리벤지 매치                         | 유우 카즈미                 | 에조에 히토미                               | 야마모토 마유코 카와무라 아키오 하기와라 히로미츠 코마츠 마리코 히라노 쇼 | 4월 27일        |
| 제4화  | フォルティチュード9.8 포티튜드 9.8                 | 테라오카 이와오             | 요코야마 카즈키                             | 카타야마 타카히토 후쿠다 노리유키 사오토메 케이 하세가와 사키 오오쿠보 토오루 키타무라 신야                                                                                               | 5월 4일         |
| 제5화  | 入隊! 입대!                                        | 아라이 요지로               | 코무라카타 코지                             | 구시켄 마유 스기타 마루미 미미우라 토모아키 와타나베 유키코 미야카와 치에코 | 5월 11일        |
| 제6화  | 夜明けの相模原討伐作戦 새벽의 사가미하라 토벌 작전 | 노무라 카즈야               | 나카무라 테츠지                             | 카토 유우 히라노 쇼 후쿠다 노리유키 야마모토 마유코 츠쿠마 타케노리 사오토메 케이 코마츠 마리코 아라카와 사키 시라이 에이스케 후쿠하라 마이 無錫市淏明アニメ 知萌传媒                     | 5월 18일        |
| 제7화  | 怪獣9号 괴수 9호                                   | 사노 타카유키 미야 시게유키 | 이바타 요시히데                             | 제로 스기타 마루미 이시이 아키하루 요시다 유코 미야카와 치에코 후쿠하라 마이 후쿠시마 사에 Roccia Nobili 호소다 사오리 아베 미사오                                                        | 5월 25일        |
| 제8화  | 防衛隊へようこそ 방위대에 들어온 걸 환영한다       | 오쿠노 하루오               | 오쿠노 하루오                               | 카타야마 타카히토 사이토 타쿠야 이토 신야 카와무라 아키오 하세가와 사키 후쿠다 노리유키 히라노 쇼 아라카와 사키                                                                           | 6월 1일         |
| 제9화  | 立川基地襲撃 타치카와 기지 습격                    | 후루카와 료타               | 코무라카타 코지 후루카와 료타 모리 히로타카 | 후루카와 료타 이리에 켄지 카타기리 타카히사 스즈키 아스카 키세 카즈치카 키요이케 나호 세라 유코 아마사키 마나무 누마타 쿠미코 와타베 타카요시 와타나베 유키코 만넨 아사미 이카리야 아츠시 | 6월 8일         |
| 제10화 | 曝露 폭로                                          | 니시자와 스스무             | 쿠시야 켄타                                 | 야나기 류타 | 6월 15일        |
| 제11화 | 捕らわれた怪獣8号 붙잡힌 괴수 8호                  | 타네무라 아야타카           | 타네무라 아야타카                           | 카토 유코 시라이 에이스케 키세 카즈치카 아라카와 사키 키요이케 나호 오쿠노 하루오 타구치 에리 호소다 사오리 야나기 류타 쿠보타 야스타카 오쿠타니 카나 누마타 쿠미코                       | 6월 22일        |
| 제12화 | 日比野カフカ 히비노 카프카                         | 키쿠치 카츠야 미야 시게유키 | 키쿠치 카츠야                               | 카타야마 타카히토 세라 유코 오오쿠보 토오루 후쿠시마 사에 후쿠하라 마이 누마타 쿠미코 사오토메 케이 하세가와 사키                                                                         | 6월 29일        |

### Web 라디오
"애니메이션 "괴수 8호" 팟캐스트 토벌 작전"의 타이틀로, 2024년 4월 7일부터 6월 30일까지, 스포티파이에서 인터넷 스트리밍 되었다. 매주 일요일 12:00경 갱신으로, 퍼스널리티는 히비노 카프카 역의 후쿠니시 마사야.